# Mark Konopacke
Mark John Konopacke  (* 26. April 1963 in Iron Mountain) ist ein ehemaliger US-amerikanischer Skispringer.
Am 19. Januar 1983 gab Konopacke im Alter von 20 Jahren sein Weltcup-Debüt in Lake Placid. Dabei konnte er bereits mit Platz 11 seine ersten vier Weltcup-Punkte gewinnen. Fast genau ein Jahr später erreichte er in Planica erneut Weltcup-Punkte. Daraufhin wurde er zur Weltcup-Saison 1984/85 fest in den Nationalkader aufgenommen.
Bei der Nordischen Skiweltmeisterschaft 1985 in Seefeld in Tirol erreichte er auf der Großschanze den 23. Platz und auf der Normalschanze den 47. Platz. Im Teamspringen erreichte er gemeinsam mit Nils Stolzlechner, Rick Mewborn und Mike Holland den 5. Platz.
Bei den Olympischen Winterspielen 1988 im kanadischen Calgary sprang Konopacke auf der Normalschanze auf den 18. und auf der Großschanze auf den 42. Platz. Im Teamspringen erreichte er gemeinsam mit Ted Langlois, Dennis McGrane und Mike Holland den 10. Platz.
Kurz nach den Olympischen Spielen wurde er US-amerikanischer Meister beim Springen in Ishpemping.
Bei der Nordischen Skiweltmeisterschaft 1989 in Lahti blieb er vergleichbar erfolglos wie in den Weltcupspringen zuvor. So erreichte er auf der Normalschanze nur den 46. und auf der Großschanze den 61. Platz. Auch in der Weltcup-Saison 1989/90 blieb er erfolglos und konnte keinerlei Punktegewinne verbuchen. Nachdem auch die Saison 1990/1991 schlecht für ihn begonnen hatte, beendete Konopacke nach der Nordischen Skiweltmeisterschaft 1991 im Val di Fiemme, bei der er Platz 44 auf der Normalschanze und Platz 60 auf der Großschanze erreichte, seine aktive internationale Skisprungkarriere. Er trat jedoch noch einmal bei der US-Meisterschaft 1991 in Steamboat Springs an und gewann dort die Goldmedaille.

## Weltcup-Platzierungen
| Saison  | Platz | Punkte |
| ------- | ----- | ------ |
| 1982/83 | 55.   | 05     |
| 1983/84 | 69.   | 03     |
| 1984/85 | 38.   | 17     |
| 1985/86 | 59.   | 04     |
| 1987/88 | 68.   | 04     |